# Mario Bonzano
Mario Bonzano (1 de setembro de 1906 - 1975, Alassio, Itália) foi um militar e aviador italiano. Bonzano foi um oficial da Regia Aeronautica e participou na Guerra Civil Espanhola, onde se sagrou como ás da aviação depois de abater 15 aeronaves inimigas. Mais tarde, combateu também na Segunda Guerra Mundial, onde abateu mais 14 aeronaves inimigas. Entre várias condecorações, foi agraciado com a Ordem Militar de Saboia.